# A diktátor (film, 2012)
A diktátor (eredeti cím: The Dictator) 2012-ben bemutatott amerikai vígjáték, forgatókönyvírója és főszereplője Sacha Baron Cohen, rendezője Larry Charles. Kettejük közös munkája a 2006-os Borat és a 2009-es Brüno is. A filmet a Paramount Pictures forgalmazza.
A filmben Cohen látható Aladeen Admirális Generális, egy nemlétező ország Wadiya diktátora szerepében, aki Amerikába utazik, ahol fényt derít a demokrácia árnyaira. További szerepekben Anna Faris és Ben Kingsley látható. A diktátort Kim Dzsongil emlékére ajánlották. Rajta kívül a diktátor figuráját számos híres zsarnokról, mint Idi Amin Dada, Saparmyrat Nyýazow, Mobutu Sese Seko és Moammer Kadhafi személyéről mintázták.
A film nagy bevételt hozott, de értékelése változatos a nézők és a kritikusok körében. A vélemények a filmet alapjában véve viccesnek találják, de sok obszcén momentum nem nyerte el túlzottan az emberek lelkesedését. Jóllehet az ilyen megoldásokkal a filmkészítők épp az egyes diktatúrák amoralitását kívánták pellengérre állítani.

## Cselekmény
Észak-Afrikában Wadiya vezetője több mint negyven éve Aladeen Admirális Generális diktátor, aki az olajából keresett vagyonát arra használja, hogy nukleáris atomfegyvereket gyártson. Az ENSZ megszavazza a katonai beavatkozást Wadiya ellen, hacsak Aladeen fel nem szólal az ENSZ-ben az atomfegyvereivel kapcsolatos kérdésekkel szemben. Így hát Aladeen teljes felkészültséggel és női testőrei kíséretében New York-ba utazik, hogy beszédet intézzen az ENSZ-hez. Azonban mit sem tudván arról, hogy nagybátyja, Tamír meg akar tőle szabadulni, egy felbérelt gyilkos elrabolja Aladeent és levágja különleges szakállát, hogy ne ismerjék fel. Megölni azonban már nem tudja, mert véletlenül felgyújtja magát, Aladeennak pedig sikerül megszöknie. Rájön, hogy kicserélték őt egy dublőrrel, (aki buta és együgyű kecskepásztor, de a megszólalásig hasonlít rá) ezért Tamir ráveszi, hogy a beszédében mondja azt, hogy új demokratikus alkotmányt fog létrehozni Wadiyában.
Aladeen megismerkedik egy Zoey nevű kedves lánnyal, aki munkát ajánl neki a boltjában, de ő visszautasítja. Majd felfedezi, hogy addig kivégezettnek hitt emberei még mindig élnek és New Yorkban létrehozták a saját "Halál Aladeenra" éttermüket. Itt találkozik régi atomszakértőjével, Nadallal, aki felajánlja, hogy segít neki visszaszerezni a hatalmát, ha őt újra megteszi atomkutatónak. Az ő tanácsára elfogadja Zoey állásajánlatát, akinek a boltja az ételt fogja szállítani a hotelba, ahol majd az új alkotmányt fogják aláírni, így könnyen bejuthat. Aladeen azonban kezd szerelmet érezni Zoey iránt, amiért a lány kiállt mellette, azt gondolván, hogy politikai menekült, és mert megtanította őt maszturbálni. Aladeen felfuttatja Zoey boltját, ahol a dolgozók közt diktatúrát alakít ki, és még az őmiatta befuccsoló ételszállító állást is sikerül visszaszereznie. Bevallja Zoeynak, hogy ő Aladeen admirális, a lány azonban elkeseredik, mert rájön, hogy csak kihasználta őt. Aladeennak sikerül szereznie egy szakállat, amit Nadallal egy holttestről vágnak le, majd bejut a szállodába, ahol először meg akarja ölni dublőrjét Efawadhot, de végül mégsem teszi. Amikor az új alkotmányt már aláírni készülnek, Aladden felfedi, hogy Tamír meg akarta őt ölni és nyilvánosan széttépi az alkotmányt, vagyis az országában továbbra is diktatúra lesz. Azonban a hotelben összegyűltek között észreveszi Zoey-t és azt mondja, hogy szereti a demokráciát (ezzel Zoey-ra céloz). Egy évvel később Wadiyában létrejön a demokrácia, Aladeen és Zoey pedig összeházasodnak, de a lány bevallja, hogy zsidó. A film végi jelenetekben Aladden és Zoey egy televíziós interjúban szerepelnek, ahol Zoey azt is elmondja, hogy terhes az első gyermekével.

## Szereplők
| Szereplő              | Színész           | Magyar hang     |
| --------------------- | ----------------- | --------------- |
| Aladeen/Efawadh       | Sacha Baron Cohen | Scherer Péter   |
| Zoey                  | Anna Faris        | Bánfalvi Eszter |
| Nadal                 | Jason Mantzoukas  | Nagypál Gábor   |
| Tamir                 | Ben Kingsley      | Kőszegi Ákos    |
| Denise                | Jessica St. Clair | Pálfi Kata      |
| Mr. Lao               | Bobby Lee         | Kapácsy Miklós  |
| Clayton               | John C. Reilly    | Besenczi Árpád  |
| Megan Fox             | önmaga            | Zsigmond Tamara |
| Temetkezési jegyszedő | J. B. Smoove      | Galambos Péter  |
| Pincér                | Fred Armisen      | Kardos Róbert   |
| Mike                  | Chris Parnell     | Epres Attila    |
| Hírbemondó            | Rick Chambers     | Törköly Levente |
| Barack Obama          | önmaga            | Jakab Csaba     |

További magyar hangokBalogh Cecília, Bogdán Gergő, Czifra Krisztina, Dézsy Szabó Gábor, Formán Bálint, Géczi Zoltán, Gerbert Judit, Kajtár Róbert, Király Adrián, Mesterházy Gyula, Mészáros Tamás, Papucsek Vilmos, Réti Szilvia, Tompa Ádám, Törtei Tünde